# Murger (viticulture)
Pour les articles homonymes, voir murger.

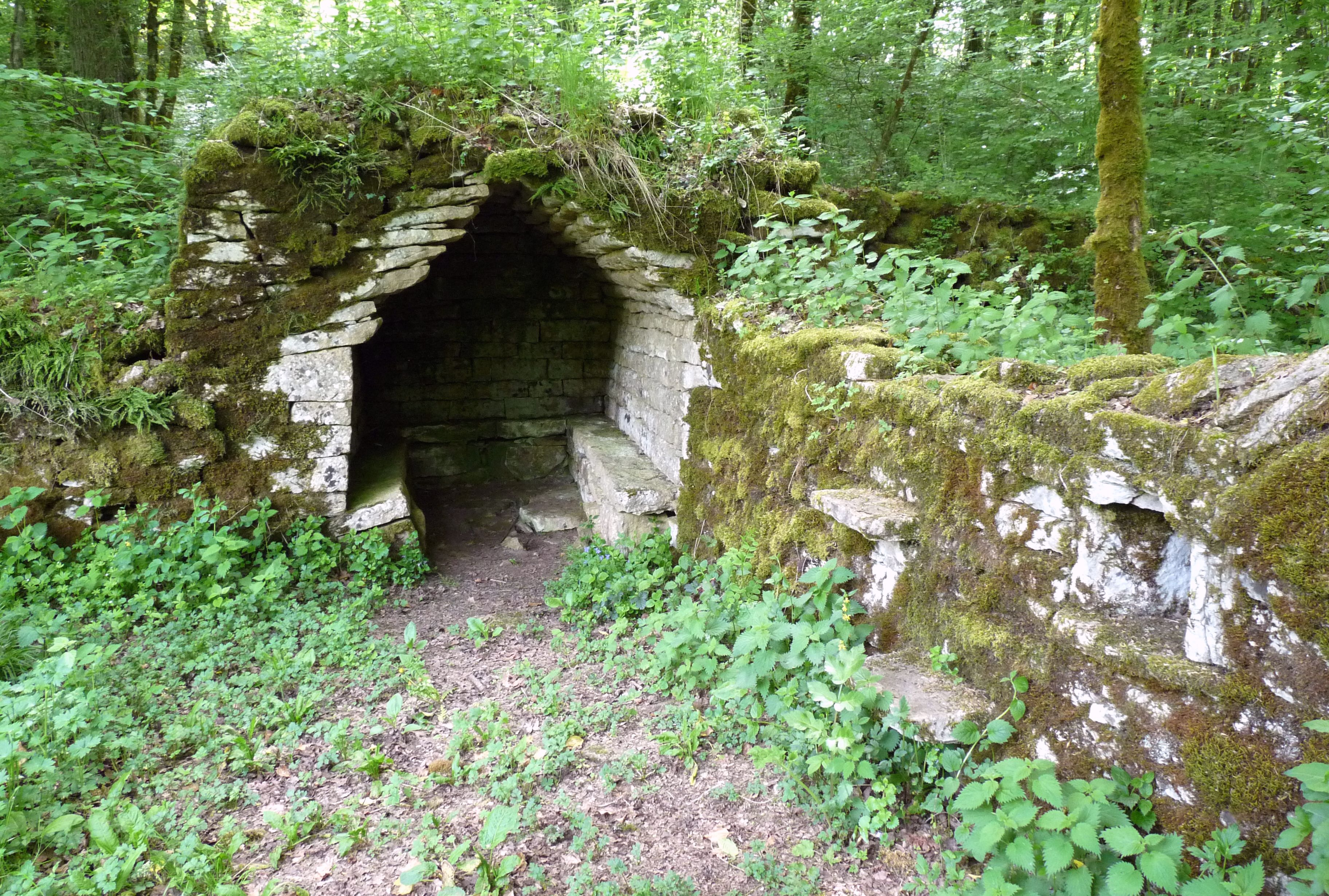
Les murgers peuvent être creusés d'abris et de cabanes de vigne ou de bergers (Granges-sur-Baume).

Un murger, ou meurger, est une épaisse muraille, un tas de pierres parementé, qui délimite les vignes et la propriété en général. 
Dans les vignobles de Bourgogne, un murger, ou meurger, est une épaisse muraille, un tas de pierres parementé, qui est soit édifié en une seule fois lors du défrichement et du défonçage d'une parcelle en vue de la création d'une vigne, soit lentement constitué par l'épierrement récurrent (« la pierre va toujours au murger ») d'une vigne existante.

## Extension géographique du terme

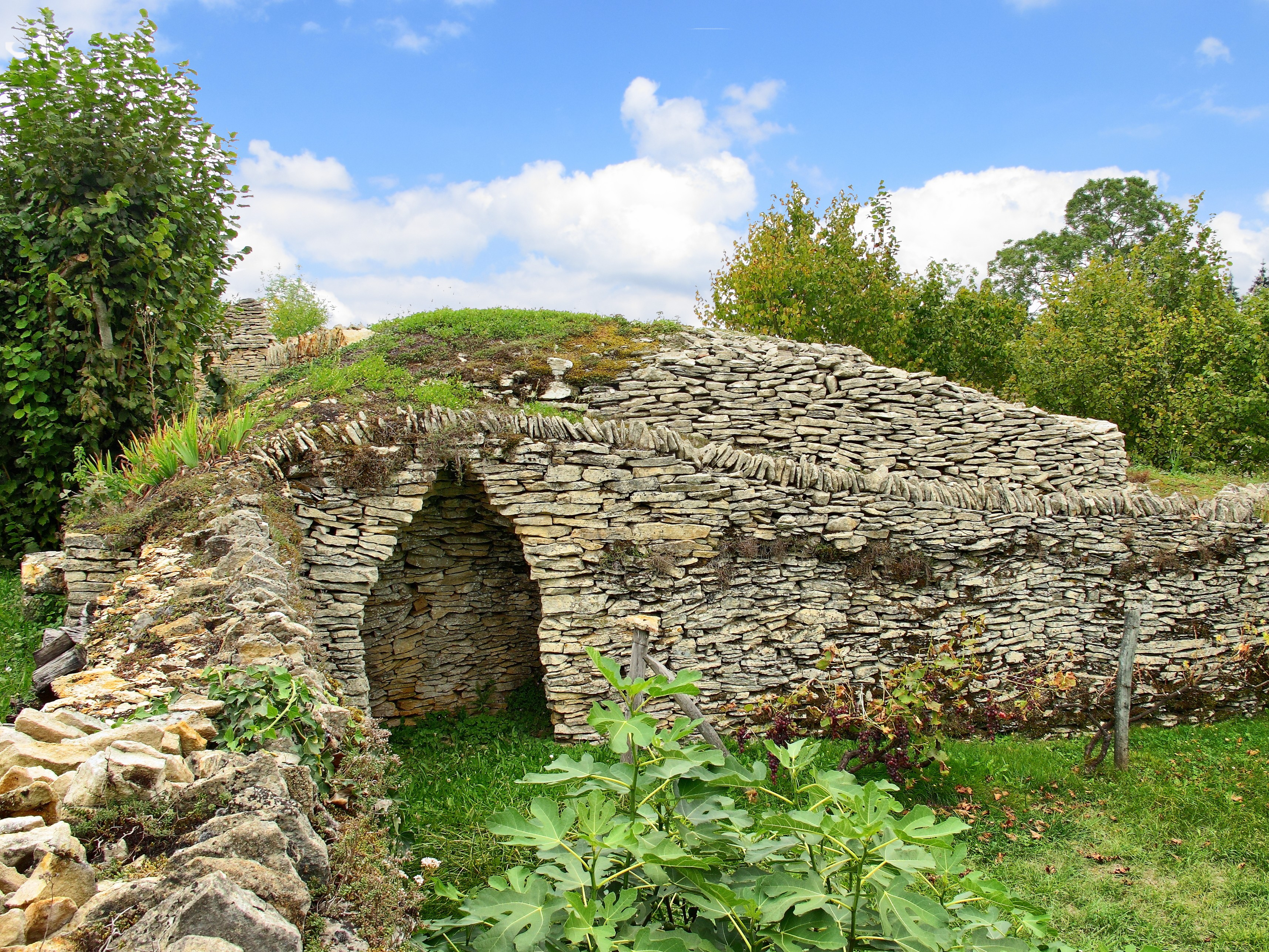
Cabane en pierre sèche dénommée écoyeu et bâtie à partir d'un murger, ou muraille en pierre sèche, à Champlitte (Haute-Saône).

Historiquement, l'emploi du terme a connu une large extension géographique. Il se rencontre (ou se rencontrait) du Bassin parisien à l'Est, à la Bourgogne, mais aussi en Poitou. Il a de multiples variantes : meurgé, meurgée, meurger, merger, murgé, murget, murgée, murgie, murgier, murgerot, mourzy, meurzère. Il est resté en usage surtout dans les lieux où la culture de la vigne, autrefois universelle, s'est conservée, et spécialement en Bourgogne ; ailleurs il ne perdure que dans la toponymie.

## Lesmurgersde la Côte bourguignonne
Dans la zone géographique du vignoble qui s'étend de part et d'autre de Beaune et de Nuits-Saint-Georges (Côte-d'Or), on rencontre de nombreux murgers sur les versants des combes ou sur les coteaux mal exposés, derniers lieux à avoir été défrichés et plantés en vigne avant 1850 et premiers lieux à être abandonnés par la viticulture après l'invasion du phylloxéra vers 1860.